# Math-Bridge

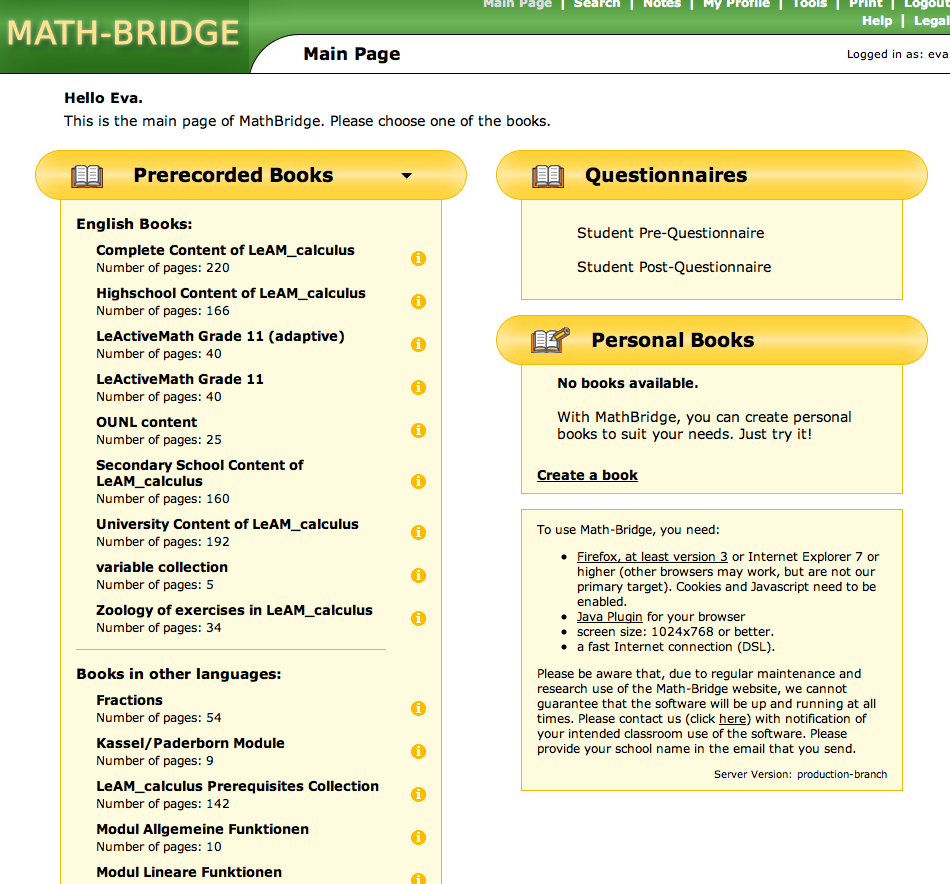
Homepage di Math-Bridge

Math-Bridge è un'iniziativa pan-europea per la realizzazione di un sistema multilingue di e-learning sulla matematica, avente lo scopo di far fronte al notevole tasso di abbandono a cui si assiste, da parte di studenti impegnati in campi dell'istruzione superiore in cui si fa largo uso di strumenti offerti dalla matematica, come la fisica, la astronomia, l'ingegneria, e di alcuni ambiti di studio della chimica e dell'informatica, un fenomeno che influenza negativamente la dinamicità e la competitività del sistema economico europeo.
Math-Bridge si inserisce nel quadro del programma europeo eContentPlus ed è pertanto approvato dall'Unione europea, che ne è anche co-finanziatrice per metà dei 3,6 milioni di euro del budget previsto.

## Scopi
Il progetto è concepito nell'ottica di offrire contenuti educativi multilingue per l'auto-apprendimento, su una piattaforma di teledidattica basata su ActiveMath, un sistema adattivo di apprendimento per la matematica sul Web.
Il fenomeno dell'abbandono degli studi universitari richiedenti abilità matematiche è ampiamente diffuso in tutta Europa, con intensità che raggiungono in alcuni casi il 35%. L'abbandono è dovuto quasi sempre all'insufficiente padronanza delle abilità matematiche richieste dai corsi, anche a causa di un difetto di informazione degli studenti sulle competenze richieste. L'esperienza suggerisce che a tali lacune sia difficile sopperire con corsi di preparazione e di recupero, mentre emerge la necessità di stabilire percorsi di preparazione tagliati su misura per i singoli soggetti.
Il progetto si propone pertanto di arginare il fenomeno dando la possibilità a ciascun studente di individuare le lacune nelle proprie conoscenze, dandogli la possibilità di colmarle con un percorso personalizzato, adattato al livello di competenze iniziali e alla lingua dell'utilizzatore, in modo da accompagnarlo fino al raggiungimento del livello di preparazione richiesto.

## Contenuti

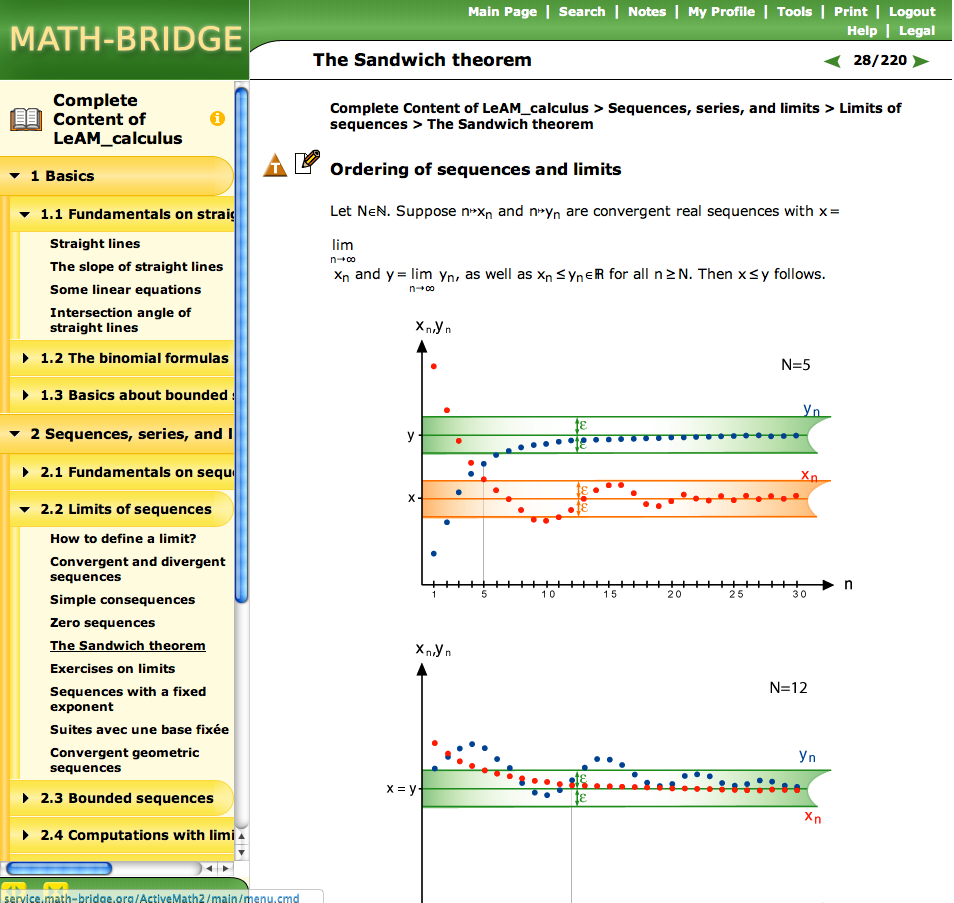
Un esempio di contenuti di analisi matematica: il teorema dei carabinieri per i limiti di una successione

I contenuti, che saranno tradotti in molte lingue europee, riguardano teoremi, definizioni, dimostrazioni, esempi istruttivi, esercizi interattivi, e sono basati su quelli elaborati nelle seguenti iniziative:
- Mathe-online, Università di Vienna (Austria),
- Multimedia-Vorkurs Mathematik, Università di Kassel e Università di Paderborn (Germania)
- OUNL - Open University of the NetherLands
- Università Tecnologica di Tampere (Tampereen teknillinen yliopisto, Finlandia)
- Active Math DFKI, (Germania)

Le risorse educative saranno accessibili in un ambiente comune, con strumenti interattivi e traduzione multilingue. Per garantirne riutilizzabilità e interoperabilità, le risorse saranno implementate secondo comuni formati standard, estesi e arricchiti da strumenti, strutture, metadati, che ne permettano l'operabilità e la ricerca mediante strumenti semantici e multilingue.
All'interno di Math-Bridge dovrà essere possibile un processo collaborativo di creazione modulare di contenuti in cui, tramite software di authoring, sia garantito il rispetto degli standard richiesti in termini di semantica e metadati.

## Partecipazione
Iniziato a maggio 2009, e con una conclusione prevista nel 2012, il progetto coinvolge diversi istituti scientifici e accademici europei, da sei diversi paesi, il cui coordinamento è affidato al DFKI, Deutsches Forschungszentrum für Künstliche Intelligenz (Centro tedesco di ricerca sull'intelligenza artificiale). Figura di riferimento del progetto è stata la prof. Erica Melis, responsabile del coordinamento fino alla morte avvenuta nel mese di febbraio 2011.

### Partner
- DFKI di Saarbrücken (ente coordinatore)
- Università della Saarland
- Università Tecnologica di Tampere
- Università di Kassel
- Università di Paderborn
- Open Universiteit di Amsterdam
- Università Loránd Eötvös di Budapest
- Università di Vienna
- Università di Montpellier 2
- Università Carlo III di Madrid
- ErgoSign GmbH